# Twitch (Aldo Nova)
Twitch è il terzo album del musicista rock/AOR Aldo Nova. Il disco è uscito nel 1985 per l'etichetta discografica Portrait Records.

## Tracce
1. Tonight (Lift Me Up) (De Luca, Nova) 4:16
2. Rumors of You (Nova) 4:55
3. Surrender Your Heart (De Luca, Nova) 4:26
4. If Looks Could Kill (McManus, Nova, Prigino) 3:49
5. Heartless (Hunter) 3:19
6. Long Hot Summer (Radice) 4:11
7. Fallen Angel (Bradman, Nova) 4:24
8. Stay (De Luca, Nova) 3:49
9. Lay Your Love On Me (Kayen, Nova) 3:59
10. Twitch (Nova, Rudetsky) 2:30

## Formazione
- Aldo Nova - voce, chitarra, tastiera
- Lennie Petze - chitarra
- Paul Kayen - chitarra
- Neil Jason - basso
- Allen Schwarzberg - batteria
- Billy Carmassi - batteria
- Anton Fig - batteria, tastiera
- Robbie Kilgore - tastiera
- Dave Lebolt - tastiera
- Michael Rudetsky - tastiera